# جوليا موريسون
جوليا موريسون (بالإنجليزية: Julia Morison)‏ هي رسامة نيوزيلندية، ولدت في 1952 في Pahiatua ‏ في نيوزيلندا.